# Ingeborg Eriksdotter
Pour les articles homonymes, voir Ingeborg de Danemark.
Ingeborg Eriksdotter (c. 1244 – 24/26 mars 1287) est une princesse danoise. Elle épouse le roi Magnus VI de Norvège et devient reine de Norvège. Plus tard comme reine douairière elle joue un rôle politique important pendant la minorité de son fils 
le roi Éric II de Norvège.

## Biographie
Ingeborg est la seconde des filles du roi Éric IV de Danemark et de Jutte de Saxe: elle n'est âgée que d'environ six ans lors du meurtre de son père. Sa mère retourne en Saxe et épouse le comte Burchard VIII de Querfurt-Rosenburg.  Ingeborg et ses trois sœurs vivent en grande partie à la cour de leur oncle le roi Christophe Ier de Danemark et de son épouse Margaret Sambiria.  Les quatre sœurs sont les héritières d'importants domaines au Danemark. Le conflit lié aux réclamations d'Ingeborg au sujet de son héritage sera à l'origine d'un conflit intermittent entre le Norvège et le Danemark pendant les décennies suivantes.
Ingeborg est promise en mariage par le conseil de gouvernement danois au prince Magnus, le fils et héritier du roi Haakon IV de Norvège. Ingeborg arrive à Tønsberg le 28 juillet 1261, elle est placée sur instruction du roi Haakon dans un  monastère à  Horsens (dominikanerkloster ved Horsens).  Le 11 septembre 1261, elle épouse le Prince Magnus à Bergen.   Magnus et Ingeborg sont alors couronnés directement après leur mariage et Magnus reçoit la région de Ryfylke sous son administration personnelle. Leur union est décrite comme heureuse.
Le 16 décembre 1263 le roi Haakon IV de Norvège meurt pendant une expédition en Écosse dans les Hébrides, et Magnus devient seul souverain de Norvège. Ingeborg ne semble pas jouer un rôle politique comme reine. Ses deux fils aînés  Olaf (1262 – 15 mars 1267) et Magnus (né et mort en 1264) meurent en enfance, mais les deux plus jeunes deviendront les rois de Norvège: Éric II (1268 – 3 juillet 1299) et Haakon V (ca. 10 avril 1270 – 8 mai 1319)
En 1280, elle devient veuve. Ingeborg devient alors une personnalité importante dans le gouvernement du pays pendant la minorité de son fils 
le roi Eirik, bien qu'elle ne soit pas formellement régente. Son influence croit encore lorsque son fils est déclaré majeur en 1283. Son principal partisan Alv Erlingsson, qui était un cousin éloigné du roi Magnus sert comme gouverneur de Borgarsyssel dont ce qui est l'actuel comté d'Østfold.
Pendant le règne de son cousin le roi Éric V de Danemark, Ingeborg  entreprend un conflit pour recouvrer son héritage
qu'elle n'avait jamais obtenu.  Cette affaire privée est à l'origine d'hostilités entre la Norvège et les cités de la Ligue Hanséatique qui entretiennent d’intenses relations commerciale avec le Danemark. Plusieurs nobles danois dont le comte Jacob de Halland, prennent son parti contre la monarchie danoise mais elle meurt avant que l'affaire soit terminée.